# Zorzines limitatoides
Zorzines limitatoides är en fjärilsart som beskrevs av Inoue 1982. Zorzines limitatoides ingår i släktet Zorzines och familjen nattflyn. Inga underarter finns listade i Catalogue of Life.